# Rudolf IV av Österrike
Rudolf IV der Stifter (grundläggaren), född den 1 november 1339, död den  27 juli 1365, var en medlem av huset Habsburg och hertig (självproklamerad ärkehertig) av Österrike från 1358 till 1365.

## Biografi
Rudolf föddes i Wien som äldste son till Albrekt II av Österrike och Johanna av Pfirt. Som en i den tredje generationen habsburgska hertigar i Österrike var han den förste som rent faktiskt hade blivit född i landet. Därför betraktade han Österrike som sitt hemland , vilket givetvis också hade inverkan på hans stora popularitet. Han var, trots sin korta levnads- och regeringstid, en av de mest aktiva och energiska österrikiska härskarna under senmedeltiden och det sades om honom redan då han var mycket ung, att han hade vad som behövdes för att bli en god kung.
Han gifte sig med Katarina av Luxemburg, dotter till kejsar Karl IV. Ivrig efter att konkurrera med sin svärfar, som hade gjort Prag til ett centrum för kultur, strävade Rudolf efter att höja Wiens betydelse till minst motsvarande nivå.
I mer än ett århundrade hade habsburgarna irriterat sig över att påvarna hade avstått från att göra Wien till ett självständigt stift, vilket ansågs passande för ett hertigsäte. Biskoparna av Passau, stiftet som inkluderade Wien, hade goda kontakter med påvestolen, men detta gick ut över Wiens önskan att bli biskopssäte. Rudolf tog sitt eget initiativ ¨och började uppföra en katedral, Stefansdomen (som fick ett namn som antyder att den tillhör en biskop), med ett domkapitel, vars medlemmar bar röda kappor som kardinaler gör. Prosten i kapitlet fick titeln Ärkestiftsfullmäktig av Österrike.
Rudolf utvidgade Stefansdomen med konstruktionen av dess gotiska mittskepp. Rudolf har fått sig själv avbildad på katedralens ingång. Ansträngningarna att bygga ut kyrkan kan ses som ett försök att tävla med Sankt Vitus-katedralen i Prag.
På samma sätt var det med grundandet av Wiens universitet 1365. Med det försökte Rudolf matcha Karl IV:s grundande av Karlsuniversitetet 1348. Ännu idag känt som Alma Mater Rudolphina är Wiens universitet det äldsta fungerande universitetet i de tysktalande länderna. Dock blev en teologisk fakultet inte upprättad förrän 20 år efter Rudolfs död, något som var enormt viktigt på den tiden.
För att förbättra Wiens ekonomi introducerade Rudolf till exempel att borgmästaren skulle övervaka husförsäljningar. Han lyckades också etablera en relativt stabil valuta, den så kallade Wiener Pfennig.
Rudolf är dock mest känd för en bluff, nämligen förfalskningen av Privilegium Minus till Privilegium Maius, som fick honom i jämnhöjd med kurfurstarna i det Tysk-romerska riket, vilket skulle kompensera för att Österrike inte hade fått rösträtt i den gyllene bullan. Titeln ärkehertig, uppfunnen av Rudolf, blev titel för alla manliga medlemmar av huset Habsburg på 1500-talet.
1363 ingick Rudolf ett kontrakt om arv med grevinnan Margrete Maultasch av Tyrolen, vilket dock lade Tyrolen under österrikiskt herravälde först efter hennes död 1369 på grund av att hennes svåger Stefan II hade invaderat landet. Året efter ingick han ett nytt avtal om arv med sin svärfar kejsar Karl, vilket reglerade att husen Habsburg och Luxemburg ömsesidigt var varandras arvingar.
Trots hans tidvis högtflygande planer och idéer klarade han av att modernisera sin stad och sina territorier, varigenom han höjde deras betydelse. Hans plötsliga död hämmade dock den fortsatta processen. Hans bröder Albrekt III och Leopold III, som skulle styra gemensamt under den s.k. Rudolfinische Hausordnung (Rudolfiska Husreglerna), kunde inte hålla sams och enades därför om att dela Habsburg-territorierna sinsemellan 1379.
Rudolf dog i Milano 1365. Han och hans gemål är begravna i Stefansdomen i Wien.

## Galleri

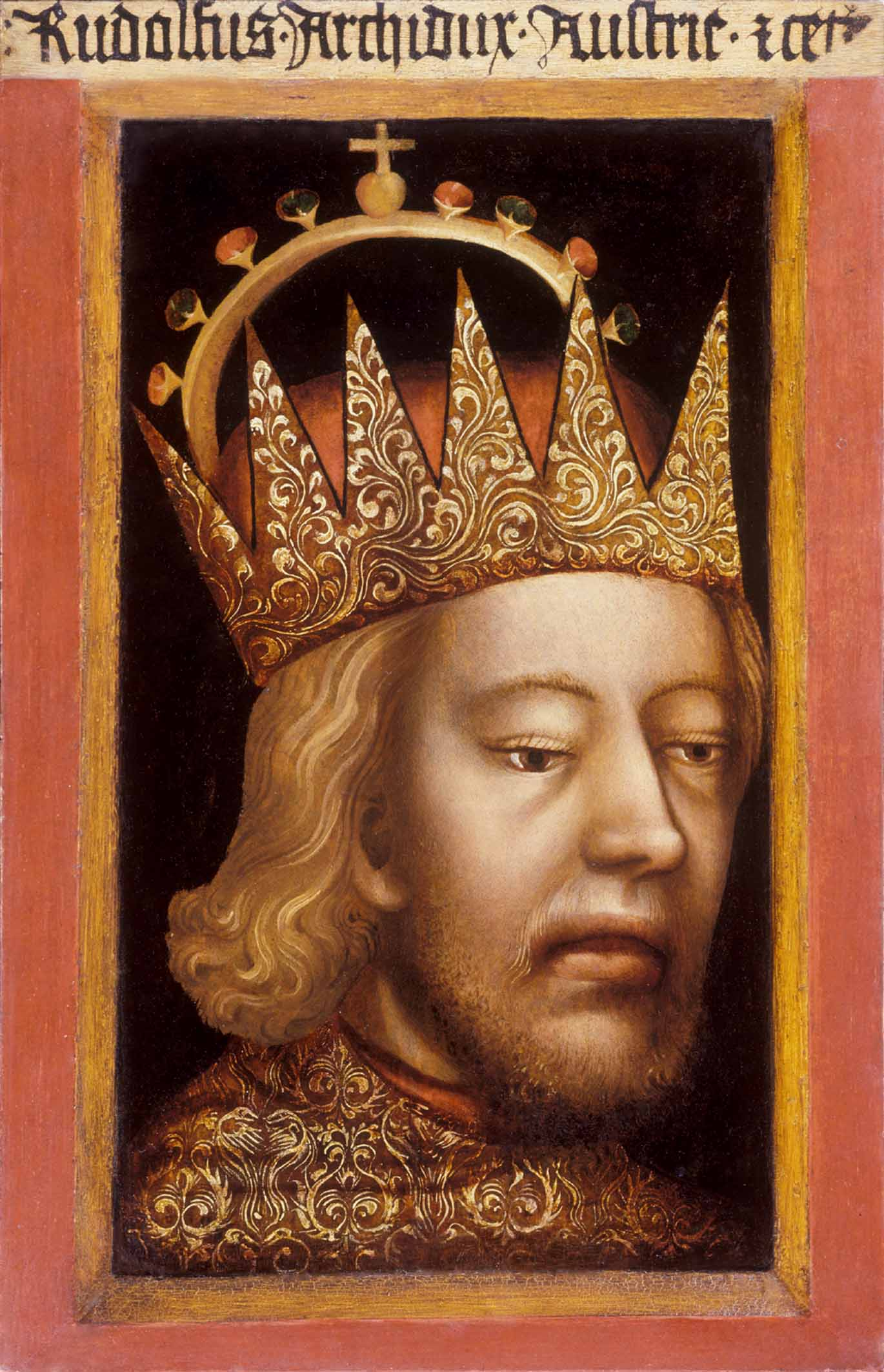
Rudolf IV av Österrike. Detta porträtt är det första halvfrontala från Västerlandet. Det kan nu ses på museet för det romersk-katolske ärkestiftet i Wien.
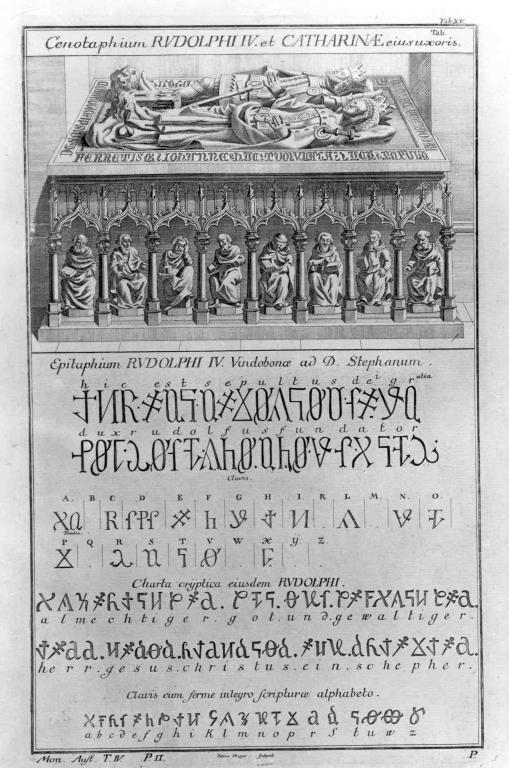